# DMM Kariyushi水族館
DMM Kariyushi水族館是位于日本冲绳县的水族馆。於2020年5月25日開幕，是由株式會社DMM RESORTS經營的設施。設施的主題是「一個融合最新的影像及空間表現技術的娛樂型水族館」。

## 背景
株式會社DMM RESORTS隸屬於DMM.com集團，主要業務為策劃及營運沖繩縣內繼沖繩美麗海水族館後第二家水族館。DMM Kariyushi水族館位於日本大和房屋工業於沖繩縣豐見城市所開發的商場「iias沖繩豐崎」內的1樓及2樓。水族館鄰近豐崎美麗SUN海灘，距離那霸機場只需約20分鐘車程。
水族館內以影像技術結合各種海洋生物，將「清澈通透的沖繩海洋」﹑「四季常綠的群島」及「亞熱帶氣候的自然風光」等景色活現眼前。讓各位訪客同時能體驗刺激與治癒心靈的一個全新海洋水世界。
「Kariyushi」一詞為沖繩方言，所指的是「喜慶之事」或「好意頭」等意思。設施的首年度目標入埸人數為210萬人次。

## 設施詳情
- 面積︰6,937.9平方米（2,102坪）[3]
- 設施佔地︰3層建築物內的1及2樓
- 水槽數目︰約60個
- 展示水量︰約900噸
- 展示生物種類︰約190種
- 展示生物數量︰約5,000隻
- 設計及監督：大建設計

## 展示內容
有待公開

## 交通指南
距離那霸機場只需20分鐘車程（由那霸機場至水族館的直線距離約為5km）

## 外部連結
- DMM Kariyushi水族館（页面存档备份，存于）
- DMM Kariyushi水族館 (@dmm_kariyushi) - Twitter（日語）（页面存档备份，存于）
- DMM Kariyushi水族館 - Facebook
- DMM Kariyushi水族館 (dmm_aquarium) - Instagram（日語）（页面存档备份，存于）
- DMM Kariyushi水族館 - YouTube視頻（日語）（页面存档备份，存于）
- DMM RESORTS（英語）（页面存档备份，存于）

26°09′23″N 127°39′02″E / 26.15631°N 127.65042°E